# Helium-3

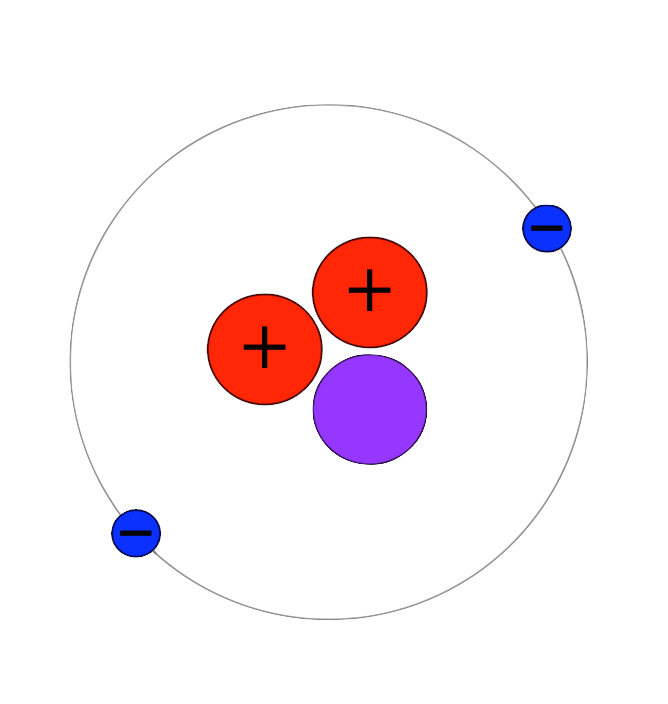
Atomen av en Helium-3

Helium-3, He-3, ibland tralphium, är en stabil isotop av helium vars kärna består av två protoner och en neutron.
En intressant egenskap med denna isotop av helium är att den kan fås att reagera med tungt väte (deuterium) och bilda "vanligt" väte och helium, med stor energiproduktion som följd. Man skulle kunna skapa fusionskraftverk baserat på detta.
Helium-3 är extremt sällsynt på jorden, då det har lämnat jordatmosfären under miljardtals år och endast produceras av solen och som biprodukt vid framställning av kärnvapen. Det finns helium-3 på vår månes yta eftersom den inte har någon atmosfär eller magnetfält som hindrar partiklarna från solen, troligen även i gasplaneterna i solsystemet. Det uppskattas finnas upp till 1 miljon ton av det på månen medan behovet att ersätta all energi vi använder på jorden under ett år uppskattas till 75 ton.